# Willi-Hüll-Sternwarte

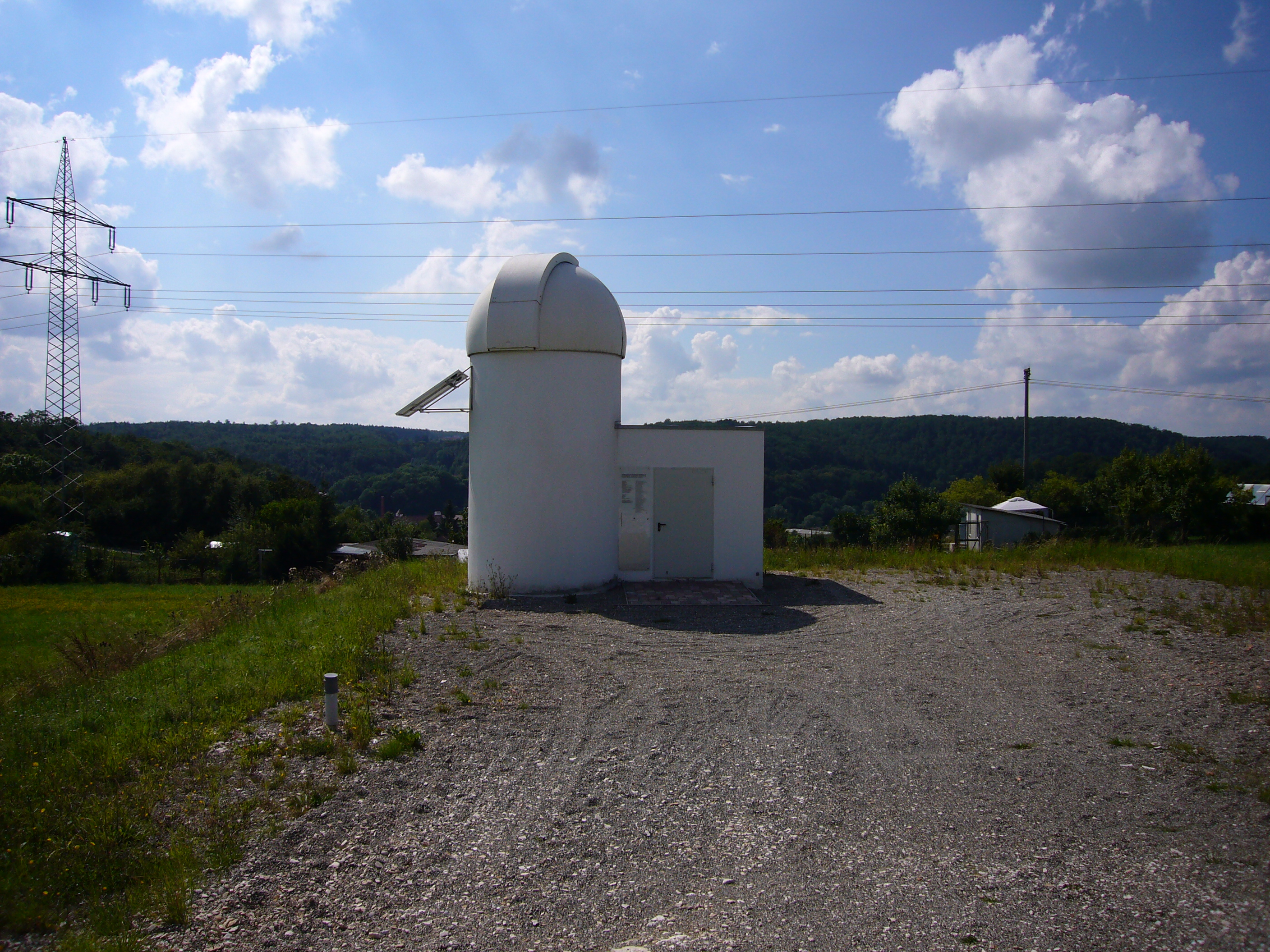
Willi-Hüll-Sternwarte

Die Willi-Hüll-Sternwarte ist eine Volkssternwarte, die vom Astronomieverein in Heidenheim an der Brenz betrieben wird. Sie wurde am 30. September 2006 eingeweiht und ist die einzige Sternwarte im Landkreis Heidenheim. Sie kann von Schülern und Amateur-Astronomen genutzt werden.
Die Sternwarte liegt auf ca. 540 m Höhe in Heidenheim-Mergelstetten auf dem Erbisberg. In der Kuppel befinden sich ein Fernrohr APQ 150/1200 von Carl Zeiss auf einer Alt6-Montierung mit FS2-Steuerung. Seit April 2008 befindet sich dort auch ein kleines Sonnenteleskop Coronado PST 0.5 A. Seit 2014 steht ein Solar Spectrum H-alpha Sonnenfilter mit einer Halbwertsbreite von 0,05 nm zur Verfügung, welches auf das Zeiss APQ montiert werden kann. Die Sonnenbeobachtung findet bei 656,3 nm statt und es wird die Chromosphäre beobachtet, im Weißlicht die Photosphäre.
In der Sternwarte finden öffentliche Beobachtungen statt.
Seit März 2013 ist auch ein Celestron C14 mit Hyperstar in Betrieb. Mit einer aktiv gekühlten Farbkamera ASI294MCpro können live-gestackte Deep-Sky-Aufnahmen am Monitor betrachtet werden.
Im Oktober 2019 wurde die Sternwarte nach dem Gründer und früherem Vorsitzenden des Astronomievereins Heidenheim „Willi-Hüll-Sternwarte“ benannt. Davor hieß sie „Sternwarte Heidenheim“.